# دوبرنیتسه
دوبرنیتسه (به چکی: Dobřenice) یک منطقهٔ مسکونی در جمهوری چک است که در ناحیه هرادتس کرالووه واقع شده‌است. دوبرنیتسه ۵۷۳ نفر جمعیت دارد.